# Isla Varadero (Monagas)
Isla Varadero es el nombre de una isla fluvial venezolana ubicada en el municipio autónomo Sotillo al sur del Estado Monagas, al oriente de ese país suramericano. Se ubica en las coordenadas geográficas 08°40′00″N 62°12′20″O / 8.66667, -62.20556 elevándose 1 metro sobre el nivel del mar en el Delta del Orinoco cerca de la localidad de Barrancas (2,15 kilómetros al norte), a 556 kilómetros al este de la capital venezolana Caracas. No debe confundirse con la Isla del mismo nombre ubicada en Chichiriviche al occidente de Venezuela.